# Михайлівка (Радсадівська сільська громада)
Миха́йлівка — село в Україні, у Радсадівській сільській громаді Миколаївського району Миколаївської області. Населення становить 34 осіб.

## Населення

### Мова
Розподіл населення за рідною мовою за даними перепису 2001 року:
| Мова       | Кількість | Відсоток |
| ---------- | --------- | -------- |
| українська | 23        | 67.65%   |
| російська  | 11        | 32.35%   |
| Усього     | 34        | 100%     |